# Duos d'un jour
Pour les articles homonymes, voir Duets.
Pour plus de détails, voir Fiche technique et Distribution.
Duos d'un jour (Duets) est un drame américain réalisé par Bruce Paltrow, sorti en 2000.

## Synopsis
Plusieurs passionnés de karaoké sont prêts à tout pour remporter le grand prix national à Omaha, dans le Nebraska.
Ricky Dean est un professionnel du karaoké qui retrouve sa Liv, qui ne veut plus le quitter, à l'enterrement de son ex-maîtresse. Billy est un chauffeur de taxi qui rencontre une serveuse qui rêve de devenir une star du karaoké en Californie. Todd Woods est un commercial dépressif qui fait la connaissance d'un auto-stoppeur fraîchement sorti de prison et doté d'une voix exceptionnelle.
6 personnages, tous en quête de bonheur, qui vont finalement se croiser lors de plusieurs concerts donnés aux quatre coins des États-Unis. 

## Fiche technique
- Titre original : Duets
- Titre français : Duos d'un jour
- Réalisateur : Bruce Paltrow
- Scénariste : John Byrum
- Musique : David Newman
- Directeur de la photographie : Paul Sarossy
- Monteur : Gerald B. Greenberg
- Chef décorateur : Lesley Beale
- Costumes : Mary Claire Hannan
- Producteur : John Byrum, Kevin Jones et Bruce Paltrow
- Sociétés de production : Hollywood Pictures
- Société de distribution : Buena Vista Pictures
- Langue : anglais
- Format : 1,85:1
- Genre : drame
- Date de sortie : 
  - 9 septembre 2000 aux États-Unis
  - 10 janvier 2001 en France

## Distribution
- Maria Bello : Suzy Loomis
- Andre Braugher : Reggie Kane
- Paul Giamatti : Todd Woods
- Huey Lewis : Ricky Dean
- Gwyneth Paltrow (VF : Barbara Kelsch) : Liv Dean
- Scott Speedman : Billy Hannan
- Lochlyn Munro : Ronny Jackson
- Angie Dickinson : Blair
- Maya Rudolph : une hôtesse de l'Omaha
- Keegan Connor Tracy : Sheila
- Kiersten Warren : Candy Woods
- Marian Seldes : Harriet Gahagan
- Aaron Pearl : Buddy
- Steve Oatway : Ralph Beckerman
- Michael Bublé : chanteur de karaoké